# Esenbeckia keelifera
Esenbeckia keelifera är en tvåvingeart som beskrevs av Philip 1973. Esenbeckia keelifera ingår i släktet Esenbeckia och familjen bromsar. Inga underarter finns listade i Catalogue of Life.